# Zdziechowice (gmina w województwie opolskim)
Zdziechowice (1945–46 Ździechowice) – dawna gmina wiejska istniejąca w latach 1945–1954 w woj. śląskim i woj. opolskim (dzisiejsze woj. opolskie). Siedzibą władz gminy były Zdziechowice.
Jako polska jednostka administracyjna gmina Ździechowice zaczęła funkcjonować po II wojnie światowej (w grudniu 1945) w powiecie oleskim na terenie tzw. Ziem Odzyskanych (tzw. I okręg administracyjny – Śląsk Opolski), powierzonym 18 marca 1945 administracji wojewody śląskiego, a z dniem 28 czerwca 1946 przyłączonym do woj. śląskiego (śląsko-dąbrowskiego).
Według stanu z 1 stycznia 1946 gmina składała się z 5 gromad: Ździechowice, Goła, Krzyżańcowice, Nowa Wieś i Uszyce. 6 lipca 1950 zmieniono nazwę woj. śląskiego na katowickie; równocześnie gmina Zdziechowice wraz z całym powiatem oleskim weszła w skład nowo utworzonego woj. opolskiego.
Według stanu z 1 lipca 1952 gmina składała się z 5 gromad: Gola, Krzyżańcowice, Nowa Wieś Oleska, Uszyce i Zdziechowice.
Gmina została zniesiona 29 września 1954 wraz z reformą wprowadzającą gromady w miejsce gmin. Tego samego dnia Zawisnę (w gromadzie Krzyżańcowice) włączono powiatu wieluńskiego w województwie łódzkim i zarazem do Praszki.
Jednostki nie przywrócono 1 stycznia 1973 wraz z kolejną reformą reaktywującą gminy.
Zobacz też gmina Zdzieszowice.